# Øje-blink
Øje-blink er en kortfilm instrueret af Kaspar Munk efter eget manuskript.